# Hyperebene

Eine Hyperebene (blau) im Anschauungsraum geht durch Verschiebung einer Ursprungsebene um einen Vektor (rot) hervor.

Eine Hyperebene ist in der Mathematik eine Verallgemeinerung des Begriffs der Ebene vom Anschauungsraum auf Räume beliebiger Dimension. Ähnlich wie eine Ebene im dreidimensionalen Raum durch einen Stützvektor und zwei Richtungsvektoren beschrieben werden kann, wird eine Hyperebene im {\displaystyle n}-dimensionalen Raum durch einen Stützvektor und {\displaystyle n-1} Richtungsvektoren dargestellt. Im {\displaystyle n}-dimensionalen Koordinatenraum ist eine Hyperebene die Lösungsmenge einer linearen Gleichung mit {\displaystyle n} Unbekannten. Hyperebenen spielen daher eine wichtige Rolle bei der Lösungsstruktur linearer Gleichungs- und Ungleichungssysteme.
In der linearen Algebra werden Hyperebenen auch in unendlichdimensionalen Vektorräumen betrachtet und sind dort gerade die affinen Unterräume mit Kodimension eins. Jede Hyperebene entsteht durch Verschiebung eines Untervektorraums um einen festen Vektor. Kann dabei der Nullvektor gewählt werden, spricht man auch von einer linearen Hyperebene, da dann die Hyperebene selbst einen Vektorraum darstellt. Zur besseren Unterscheidung spricht man im Fall eines beliebigen Verschiebungsvektors auch von einer affinen Hyperebene.
Jeder Untervektorraum mit Kodimension eins kann auch als Kern eines linearen Funktionals charakterisiert werden. In der Funktionalanalysis werden insbesondere abgeschlossene Hyperebenen betrachtet, die durch stetige lineare Funktionale beschrieben werden. In der projektiven Geometrie werden auch projektive Hyperebenen als projektive Teilräume mit Kodimension eins untersucht. Einen noch weiter verallgemeinerten Hyperebenenbegriff findet man in der Matroidtheorie.

## Euklidische Geometrie

### Definition

Parameterdarstellung einer Hyperebene im dreidimensionalen Raum

Eine Hyperebene im {\displaystyle n}-dimensionalen euklidischen Raum {\displaystyle \mathbb {R} ^{n}} ist eine Teilmenge {\displaystyle H\subset \mathbb {R} ^{n}} der Form
{\displaystyle H=\{x\in \mathbb {R} ^{n}\mid x=p+s_{1}u_{1}+\dotsb +s_{n-1}u_{n-1}~{\text{mit}}~s_{1},\dotsc ,s_{n-1}\in \mathbb {R} \}},
wobei {\displaystyle p\in \mathbb {R} ^{n}} ein Stützvektor der Hyperebene ist und {\displaystyle u_{1},\dotsc ,u_{n-1}\in \mathbb {R} ^{n}} linear unabhängige Richtungsvektoren der Hyperebene sind. Die Richtungsvektoren spannen dabei ein affines Koordinatensystem auf, wobei {\displaystyle (s_{1},\dotsc ,s_{n-1})} die affinen Koordinaten eines Punkts der Hyperebene sind.

### Beispiele
- Im eindimensionalen euklidischen Raum stellt jeder Punkt eine Hyperebene dar.
- Im zweidimensionalen euklidischen Raum stellt jede Gerade eine Hyperebene dar.
- Im dreidimensionalen euklidischen Raum stellt jede Ebene eine Hyperebene dar.

### Weitere Darstellungen
Neben der obigen Parameterform gibt es noch weitere Darstellungsformen für Hyperebenen. In Normalenform lautet die Darstellung einer Hyperebene
{\displaystyle H=\{x\in \mathbb {R} ^{n}\mid \langle v,x-p\rangle =0\}},
wobei {\displaystyle v\in \mathbb {R} ^{n}\setminus \{0\}} ein Normalenvektor der Hyperebene ist, {\displaystyle p\in \mathbb {R} ^{n}} wieder ein Stützvektor der Hyperebene ist und {\displaystyle \langle \cdot ,\cdot \rangle } das Standardskalarprodukt zweier Vektoren bezeichnet. In hessescher Normalform hat eine Hyperebene die entsprechende Darstellung
{\displaystyle H=\{x\in \mathbb {R} ^{n}\mid \langle v_{0},x\rangle =d\}},
wobei {\displaystyle v_{0}\in \mathbb {R} ^{n}\setminus \{0\}} ein normierter und orientierter Normalenvektor der Hyperebene ist und {\displaystyle d\in \mathbb {R} _{0}^{+}} den Abstand der Hyperebene vom Koordinatenursprung beschreibt. Die hessesche Normalform erlaubt eine effiziente Berechnung des Abstands eines beliebigen Punkts des Raums von der Hyperebene.
In allgemeiner Koordinatenform lautet die Darstellung einer Hyperebene
{\displaystyle H=\{(x_{1},\dotsc ,x_{n})\in \mathbb {R} ^{n}\mid a_{1}x_{1}+\dotsb +a_{n}x_{n}=b\}},
wobei {\displaystyle a_{1},\dotsc ,a_{n},b\in \mathbb {R} } sind und mindestens einer der Koeffizienten {\displaystyle a_{1},\dotsc ,a_{n}} ungleich null ist. Die Koordinatenform ergibt sich aus der Normalenform durch Ausmultiplizieren, wobei {\displaystyle a_{1}=v_{1},\dotsc ,a_{n}=v_{n}} und {\displaystyle b=\langle v,p\rangle } gesetzt werden.

### Verwendung

Die Lösungsmenge eines linearen Gleichungssystems mit Gleichungen und Unbekannten ist der Schnitt von Hyperebenen im -dimensionalen Raum (im Bild ist)

Wie aus der Koordinatenform ersichtlich, stellt die Lösungsmenge einer linearen Gleichung mit {\displaystyle n} Unbekannten der Form
{\displaystyle a_{1}x_{1}+\dotsb +a_{n}x_{n}=b}
eine Hyperebene im {\displaystyle n}-dimensionalen euklidischen Raum dar. Jede Zeile eines linearen Gleichungssystems beschreibt daher eine solche Hyperebene. Die Lösungsmenge des linearen Gleichungssystems ist dann der Schnitt aller dieser Hyperebenen. Entsprechend dazu beschreibt die Lösungsmenge einer linearen Ungleichung der Form
{\displaystyle a_{1}x_{1}+\dotsb +a_{n}x_{n}\leq b}
einen Halbraum im {\displaystyle n}-dimensionalen euklidischen Raum, der von einer Hyperebene begrenzt wird. Die Lösungsmenge eines linearen Ungleichungssystems ist dann der Schnitt solcher Halbräume und stellt damit ein konvexes Polytop dar, beispielsweise einen Hyperwürfel, ein Hyperrechteck oder einen Simplex (Hypertetraeder). Die lineare Optimierung beschäftigt sich mit Verfahren zur Maximierung einer vorgegebenen linearen Zielfunktion in einem konvexen Polytop.
Eine Hyperebene heißt Stützhyperebene einer gegebenen Menge im euklidischen Raum, wenn sie den Rand der Menge schneidet und die Menge vollständig in einem der beiden durch die Hyperebene definierten abgeschlossenen Halbräume liegt. Ist die Menge konvex, dann existiert für jeden Randpunkt der Menge eine solche Stützhyperebene.
Nach dem Satz von Stone-Tukey (englisch Ham sandwich theorem) können {\displaystyle n} beschränkte messbare Mengen im {\displaystyle n}-dimensionalen euklidischen Raum durch eine Hyperebene gleichzeitig jeweils halbiert werden.

## Lineare Algebra
In der linearen Algebra wird das Konzept der Hyperebene auf Vektorräume über beliebigen Körpern und beliebiger Dimension verallgemeinert.

### Definition
Ist {\displaystyle V} ein Vektorraum über dem Körper {\displaystyle K}, dann ist eine Hyperebene eine Teilmenge {\displaystyle H\subset V} der Form
{\displaystyle H=p+U=\{p+u\mid u\in U\}},
wobei {\displaystyle p\in V} ein beliebiger Vektor und {\displaystyle U} ein Untervektorraum von {\displaystyle V} mit Kodimension {\displaystyle 1} ist. Hyperebenen sind demnach maximale echte affine Unterräume, das heißt, jeder echte affine Unterraum ist in einer Hyperebene enthalten. Eine Hyperebene wird als lineare Hyperebene bezeichnet, wenn sie den Nullvektor enthält, das heißt, wenn in der Definition {\displaystyle p=0} gewählt werden kann.

### Beispiele
In den folgenden Beispielen sei {\displaystyle K} ein Körper der Charakteristik {\displaystyle 0}, beispielsweise die reellen oder komplexen Zahlen.
- Im Koordinatenraum {\displaystyle K^{n}} stellen die Koordinatenvektoren, die eine lineare Gleichung der Form {\displaystyle a_{1}x_{1}+\dotsb +a_{n}x_{n}=b} erfüllen, eine Hyperebene dar. Ist {\displaystyle b=0}, handelt es sich dabei um eine lineare Hyperebene.
- Im Matrizenraum {\displaystyle K^{m\times n}} stellen die Matrizen, bei denen die Summe aller Einträge konstant ist, eine Hyperebene dar. Ist diese Konstante {\displaystyle 0}, handelt es sich dabei um eine lineare Hyperebene.
- Im Polynomraum {\displaystyle K[X]} stellen die Polynome der Form {\displaystyle c+a_{1}X+\dotsb +a_{n}X^{n}}, wobei {\displaystyle c\in K} fest vorgegeben ist, eine Hyperebene dar. Im Fall {\displaystyle c=0} handelt es sich dabei um eine lineare Hyperebene.
- Im Funktionenraum {\displaystyle V^{D}} stellen die Funktionen {\displaystyle f\colon D\to V} mit {\displaystyle f(x_{0})=f_{0}} für ein festes {\displaystyle x_{0}\in D} und {\displaystyle f_{0}\in V} eine Hyperebene dar. Im Fall {\displaystyle f_{0}=0} handelt es sich dabei um eine lineare Hyperebene.

### Weitere Darstellungen
Nachdem jeder Untervektorraum der Kodimension {\displaystyle 1} auch als Kern eines linearen Funktionals {\displaystyle f\colon V\to K}, das nicht das Nullfunktional ist, charakterisiert werden kann, hat eine Hyperebene die Darstellung
{\displaystyle H=p+\operatorname {ker} f}.
Durch Setzen von {\displaystyle d=f(p)} ergibt sich daraus dann die äquivalente Darstellung
{\displaystyle H=\{v\in V\mid f(v)=d\}}.
Hierbei sind {\displaystyle f} und {\displaystyle d} für eine gegebene Hyperebene nur bis auf einen gemeinsamen Faktor eindeutig bestimmt. Umgekehrt stellt das Urbild {\displaystyle f^{-1}(d)} für jedes lineare Funktional {\displaystyle f}, das ungleich dem Nullfunktional ist, und für jeden Skalar {\displaystyle d} eine Hyperebene dar.
Diese Aussagen bleiben auch dann noch gültig, wenn {\displaystyle K} ein Schiefkörper und {\displaystyle V} ein Linksvektorraum über {\displaystyle K} ist.

### Verwendung
In der Funktionalanalysis betrachtet man unendlichdimensionale Vektorräume über {\displaystyle \mathbb {R} } oder {\displaystyle \mathbb {C} }, auf denen eine Topologie erklärt ist, die sie zu topologischen Vektorräumen macht. Hier interessiert man sich besonders für Hyperebenen, die durch stetige lineare Funktionale definiert sind. Da ein lineares Funktional genau dann stetig ist, wenn sein Kern abgeschlossen ist, definieren die stetigen linearen Funktionale ungleich dem Nullfunktional genau die abgeschlossenen Hyperebenen. Für normierte Räume, allgemeiner lokalkonvexe Räume, gibt es nach dem Satz von Hahn-Banach sehr viele solcher stetigen linearen Funktionale und damit auch abgeschlossene Hyperebenen der Form
{\displaystyle H=\{v\in V\mid \operatorname {Re} (f(v))=d\}}
mit {\displaystyle d\in \mathbb {R} }. Diese Reichhaltigkeit schlägt sich im Trennungssatz nieder, nach dem zwei disjunkte konvexe, kompakte Mengen durch eine solche abgeschlossene Hyperebene getrennt werden können.
Die Trennungseigenschaft lässt sich auch für affine Räume über angeordneten Körpern mit dem Konzept der (starken) Seiteneinteilung verallgemeinern. Auch für nichtdesarguessche affine Ebenen existiert in gewissen Fällen eine (schwache) Seiteneinteilung durch Geraden.

## Projektive Geometrie

### Definition
Ist {\displaystyle P(V)} der projektive Raum zu dem Vektorraum {\displaystyle V}, dann ist eine (projektive) Hyperebene eine Teilmenge {\displaystyle H\subset P(V)} der Form
{\displaystyle H=(U\setminus \{0\})/\sim },
wobei {\displaystyle U} ein Untervektorraum von {\displaystyle V} der Kodimension eins ist und die Äquivalenzrelation {\displaystyle \sim } skalare Vielfache von Vektoren ungleich dem Nullvektor miteinander identifiziert. Die Hyperebenen in {\displaystyle P(V)} sind demnach gerade die projektiven Unterräume der Kodimension eins. Eine projektive Hyperebene stellt selbst wieder einen projektiven Raum dar, nämlich gerade den Raum {\displaystyle P(U)}. Ist {\displaystyle V} {\displaystyle (n+1)}-dimensional, dann ist {\displaystyle P(V)} {\displaystyle n}-dimensional und {\displaystyle P(U)} {\displaystyle (n-1)}-dimensional.

### Beispiele
Ist der zugrunde liegende Vektorraum {\displaystyle V} der euklidische Raum {\displaystyle \mathbb {R} ^{n}}, dann gibt es folgende Entsprechungen:
- Eine Hyperebene (ein Punkt) auf der projektiven Geraden {\displaystyle P(\mathbb {R} ^{2})} entspricht einer Ursprungsgerade in der euklidischen Ebene {\displaystyle \mathbb {R} ^{2}}.
- Eine Hyperebene (eine Gerade) in der projektiven Ebene {\displaystyle P(\mathbb {R} ^{3})} entspricht einer Ursprungsebene im euklidischen Raum {\displaystyle \mathbb {R} ^{3}}.
- Eine Hyperebene (eine Ebene) im projektiven Raum {\displaystyle P(\mathbb {R} ^{4})} entspricht einer Ursprungshyperebene im euklidischen Raum {\displaystyle \mathbb {R} ^{4}}.

### Koordinatendarstellung

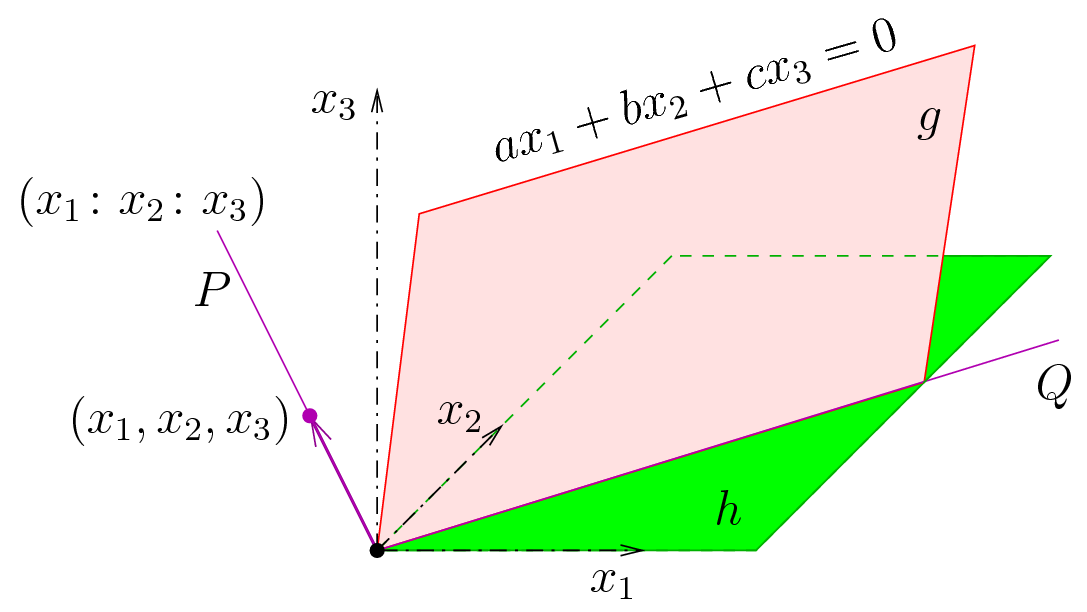
Homogene Koordinaten zweier projektiver Hyperebenen und in der projektiven Ebene

Sind {\displaystyle (x_{0}\colon x_{1}\colon \ldots \colon x_{n})} die homogenen Koordinaten eines Punkts im {\displaystyle n}-dimensionalen projektiven Standardraum {\displaystyle P(K^{n+1})}, dann hat eine projektive Hyperebene {\displaystyle H\subset P(K^{n+1})} die Koordinatendarstellung
{\displaystyle H=\{(x_{0}\colon x_{1}\colon \ldots \colon x_{n})\in P(K^{n+1})\mid a_{0}x_{0}+a_{1}x_{1}+\dotsb +a_{n}x_{n}=0\}},
wobei {\displaystyle a_{0},\dotsc ,a_{n}\in K} sind und mindestens einer der Koeffizienten {\displaystyle a_{0},\dotsc ,a_{n}} ungleich null ist.
Eine nichtdesarguessche projektive Ebene lässt sich jedoch nicht auf diese Weise koordinatisieren. Dort sind die Hyperebenen per Definition die Geraden.

### Bezug zu affinen Räumen
Ist {\displaystyle H} eine Hyperebene in einem projektiven Raum {\displaystyle P}, dann stellt die Menge
{\displaystyle A=\varphi (P\setminus H)}
einen affinen Raum dar, wobei {\displaystyle \varphi \colon P\to A} eine entsprechende Einbettung von {\displaystyle P} in {\displaystyle A} ist. Der Translationsraum von {\displaystyle A} ist dabei gerade der zu {\displaystyle H} zugehörige Untervektorraum {\displaystyle U}. Die Punkte von {\displaystyle A} heißen dann eigentlich, die Punkte von {\displaystyle H} uneigentlich oder Fernpunkte. Umgekehrt lässt sich jeder affine Raum durch disjunkte Vereinigung mit einer Fernhyperebene gleicher Dimension zu einem projektiven Raum
{\displaystyle P=\varphi ^{-1}(A)\;\;\!\!{\dot {\cup }}\;\;\!\!H}
erweitern. Ist beispielsweise {\displaystyle P=P(K^{n+1})} und {\displaystyle H=\{(0\colon x_{1}\colon \ldots \colon x_{n})\mid x_{1},\dotsc ,x_{n}\in K\}}, dann ist die zugehörige Einbettung {\displaystyle \varphi \colon (x_{0}\colon \ldots \colon x_{n})\mapsto (x_{1}/x_{0},\dotsc ,x_{n}/x_{0})} mit der Inversen {\displaystyle \varphi ^{-1}\colon (x_{1},\dotsc ,x_{n})\mapsto (1\colon x_{1}\colon \ldots \colon x_{n})}.

### Verwendung
Eine Anwendung projektiver Hyperebenen in der algebraischen Geometrie und der algebraischen Topologie bietet der Satz von Lefschetz über Hyperebenenschnitte, der einen Zusammenhang zwischen der Gestalt einer komplexen projektiven Varietät und der Gestalt ihrer Untervarietäten herstellt.
In der endlichen Geometrie haben unter den endlichen affinen oder projektiven Geometrien diejenigen besondere Eigenschaften, bei denen – neben den gewöhnlichen Punkten als Punktmenge – speziell die Hyperebenen des Raumes als Blockmenge gewählt werden.